# Johannes Maria Gföllner

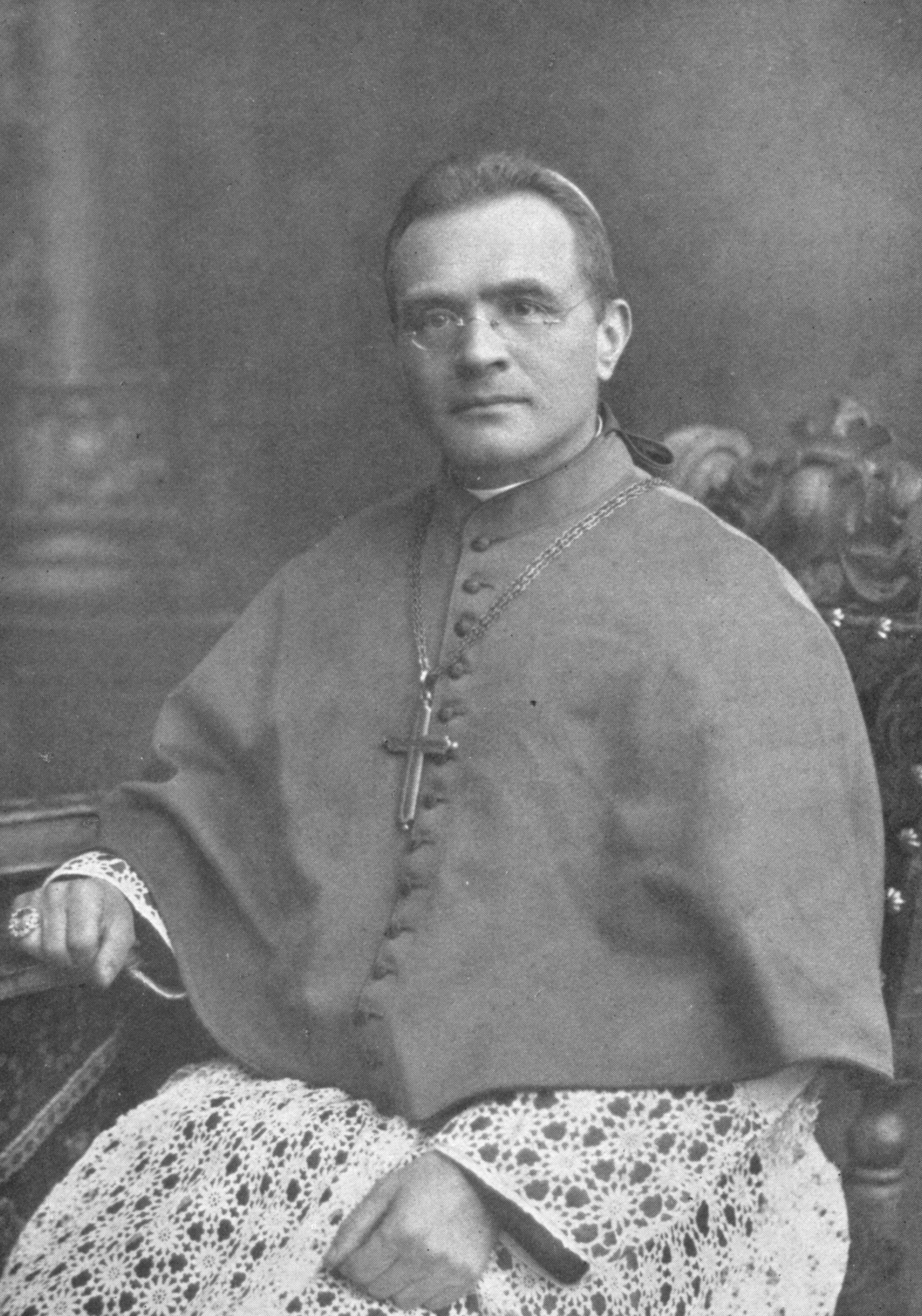
Johannes Maria Gföllner, um 1917

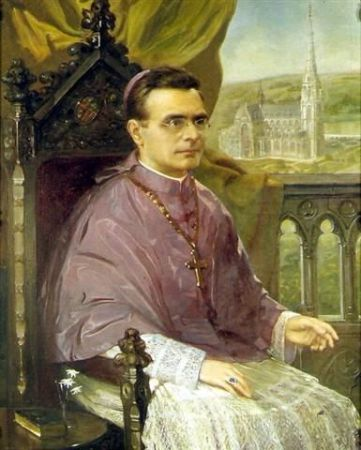
Bischof Johannes Maria Gföllner

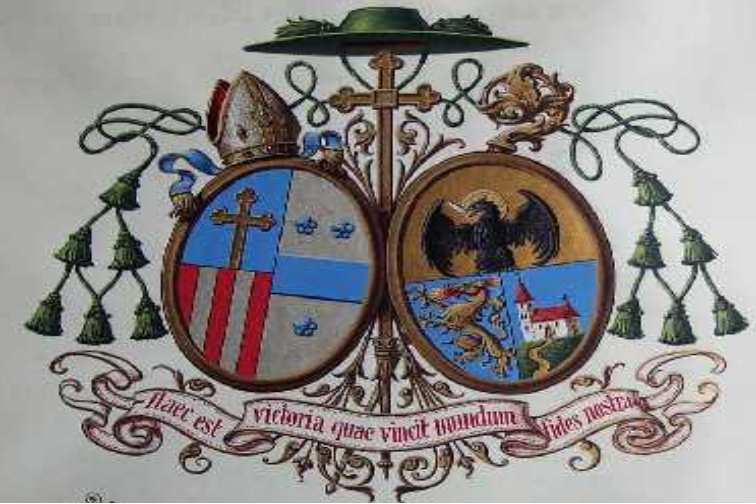
Doppelwappen des Bischofs von Linz (1915–1941)

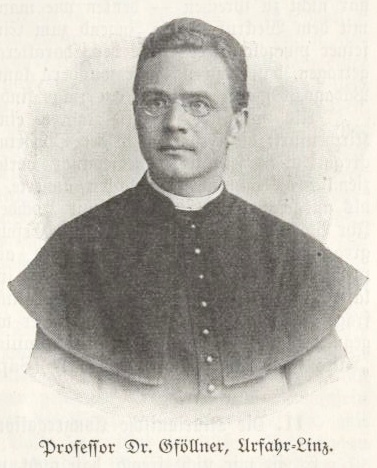
Johannes Maria Gföllner als Theologieprofessor, 1907

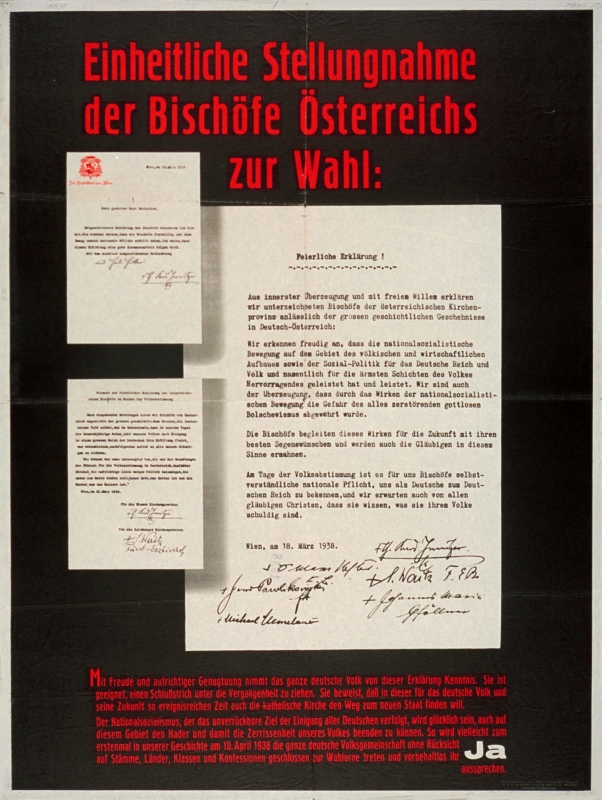
Erklärung zum Anschluss Österreichs 1938

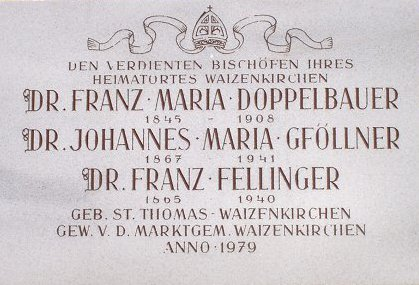
Gedenktafel an der Pfarrkirche von Waizenkirchen

Johannes Evangelist Maria Gföllner (* 17. Dezember 1867 in Waizenkirchen, Österreich-Ungarn; † 3. Juni 1941 in Linz) war von 1915 bis 1941 römisch-katholischer Bischof der Diözese Linz. 

## Leben
Johannes Maria Gföllner trat 1879 in das Knabenseminar auf dem Freinberg in Linz ein. Er war Absolvent am Collegium Germanicum in Rom und studierte von 1887 bis 1894 an der Päpstlichen Universität Gregoriana. 1890 wurde er zum Dr. phil. und 1894 zum Dr. theol. promoviert. Die Priesterweihe empfing er am 28. Oktober 1893.
1894 und 1895 war Gföllner Kaplan in Mattighofen, danach bis 1896 Prinzenerzieher bei Erzherzog Karl Stephan von Österreich, in Pola (Pula) und bis 1897 Kaplan in Wels. Anschließend war er Religionsprofessor und Spiritual im Kollegium Petrinum (Knabenseminar). Ab 1. Februar 1910 war Gföllner Professor für Pastoraltheologie in Linz. 1911 wurde er Redakteur der Theologisch-praktischen Quartalschrift und 1913 deren Chefredakteur. Am 16. Juli 1915 ernannte ihn Kaiser Franz Joseph zum Bischof von Linz. Die Bischofsweihe spendete ihm am 18. Oktober 1915 Kardinal Friedrich Gustav Piffl.
Auch nach dem Ende der Habsburgermonarchie 1918 fühlte Gföllner sich als „Kirchenfürst“ und hielt wenig von den Parteien der neu entstandenen Republik Deutschösterreich.
Unter seiner Leitung konnte 1924 der von Bischof Franz Joseph Rudigier begonnene Bau des Mariä-Empfängnis-Doms in Linz abgeschlossen werden. Die feierliche Weihe der neuen Kathedralkirche fand am 29. April 1924 statt. 1928 berief er eine Diözesansynode ein.
Politisch unterstützte er den Katholischen Volksverein (die Christlichsoziale Partei in Oberösterreich) nicht mehr und entfernte 1933 die in der Politik tätigen Priester Ernst Hirsch und Josef Pfeneberger aus der Landesregierung sowie Josef Moser aus dem Bundesrat. Indem er den Katholischen Volksverein in die Katholische Aktion eingliederte, förderte er die Auflösung der Parteien unter Engelbert Dollfuß.
Am 21. Januar 1933, neun Tage vor Hitlers Machtübernahme im Deutschen Reich, verfasste Bischof Gföllner einen Hirtenbrief über den wahren und falschen Nationalismus, den er in seiner Diözese verbreiten ließ. Die österreichische Bischofskonferenz unterstützte diesen Hirtenbrief nicht. Darin lehnte er die nationalsozialistische Rassenlehre als mit dem Christentum unvereinbar ab. Er schrieb, es sei unmöglich, gleichzeitig guter Katholik und wirklicher Nationalsozialist zu sein. Gleichzeitig offenbart der Hirtenbrief die Ambivalenz der katholischen Position. Gföllner unterschied nämlich einerseits zwischen dem blinden Hass auf alle Juden sowie der jüdischen Religion und der gezielten Ablehnung der Juden, die ihre Religion ablegten, sich dem Zeitgeist anpassten und zum Kommunismus hingezogen fühlten. Im gleichen Hirtenbrief hieß es auch:

„Verschieden allerdings vom jüdischen Volkstum und von der jüdischen Religion ist der jüdische internationale Weltgeist. Zweifellos übten viele gottentfremdete Juden einen überaus schädlichen Einfluß auf fast alle Gebieten des modernen Kulturlebens aus. […] Presse und Inserate, Theater und Kino sind häufig erfüllt von frivolen und zynischen Tendenzen, die die christliche Volksseele bis ins Innerste vergiften und die ebenso  vorwiegend vom Judentum genährt und verbreitet werden. Das entartete Judentum im Bunde mit der Weltfreimaurerei ist auch vorwiegend Träger des mammonistischen Kapitalismus und vorwiegend Begründer und Apostel des Sozialismus und Kommunismus, der Vorboten und Schrittmacher des Bolschewismus.“

Gföllner war auch Autor des Hirtenbriefes der österreichischen Bischöfe über den Nationalsozialismus vom 21. Dezember 1933. Den Anschluss Österreichs an das Deutsche Reich 1938 musste er zur Kenntnis nehmen. Aber als Adolf Hitler im April 1938 den Linzer Mariendom besuchte, ließ sich Bischof Gföllner durch einen Domkapitular, Prälat Karl Schöfecker, vertreten. Der Bischof verhinderte im Juli 1938 durch Verweigerung seiner Unterschrift, dass eine Art Konkordat zwischen der österreichischen Kirche und den Nationalsozialisten abgeschlossen wurde.
Kurz vor seinem Tod konnte Gföllner die Ernennung Josephus Calasanz Fließers zum Weihbischof erreichen und ernannte ihn drei Tage vor seinem Tod zum Generalvikar. Bestattet ist Bischof Gföllner in der Krypta des Neuen Doms in Linz.

## Ehrungen
Im Jahr 1956 wurde im Linzer Bezirk Bindermichl-Keferfeld die Gföllnerstraße nach ihm benannt. Im Linzer Straßennamenbericht wurde Gföllner 2022 in die oberste Kategorie der am schwersten belasteten Personen eingeordnet. Als Begründung wurde angegeben, dass Gföllner „öffentlich und einflussreich Antisemitismus“ propagiert habe und „bei der Abschaffung der Demokratie in Österreich eine zentrale Rolle“ eingenommen habe. Mit Stadtsenatsbeschluss vom 2. März 2023 wurde die Gföllnerstraße in Sterneggstraße umbenannt, nach Ernestine von Sternegg, der Gründerin des wohltätigen Elisabethinenordens in Linz.
Er ist zudem Ehrenbürger von 13 Gemeinden.

## Bischofswappen
- Der erste Wappenschild zeigt vorne halbgeteilt und gespalten von Blau, Rot und Silber oben ein goldenes, aus der Teilungslinie wachsendes Kleeblattkreuz; unten zwei silberne Pfähle. Hinten ein blauer Balken, begleitet von drei blauen 2 : 1 gestellten Flachsblüten mit goldenen Butzen. Es ist dies das Diözesanwappen von Linz.
- Der zweite Wappenschild unten halbgeteilt und gespalten von Blau und Gold zeigt oben in Gold einen schwarzen, goldbewehrten und nimbierten sitzenden Adler mit halb gehobenen Flügeln und einer weißen Gänse-Schreibfeder im Schnabel das Symbol des Evangelisten Johannes des Namenspatron. Unten vorne ein goldener, aufgerichteter, feuersprühender Panther auf blauem Grund; hinten auf grünem Rasenboden durch den sich ein goldener Weg schlängelt, eine weißgetünchte Kirche mit goldenem Tor und schwarzen Fensteröffnungen sowie goldenen Kreuzen mit Knäufen auf dem roten Spitzdach des rechts vorgebauten Turmes und dem roten Zeltdach des Langhauses. Es ist dies das Wappen seines Geburtsorts Waizenkirchen.

Hinter den Wappenschildern das goldene Kreuz mit Mitra und Bischofsstab, darüber der grüne Galero mit jeweils sechs herunterhängend grünen Quasten.
Sein Wahlspruch Haec est victoria, quae vincit mundum, fides nostra („Das ist der Sieg, der die Welt überwindet, unser Glaube“) entstammt dem 1. Brief des Johannes (1 Joh 5,4 )

## Schriften
- Gedenkblätter zur fünfzigjährigen, goldenen Jubelfeier der Marianischen Kongregation im Kollegium Petrinum am 8. Dez. 1903. Marianische Kongregation, Linz 1903.
- Hirtenbrief über wahren und falschen Nationalismus. Kath. Preßverein, 1933.